# Württemberg-Neuenstadt

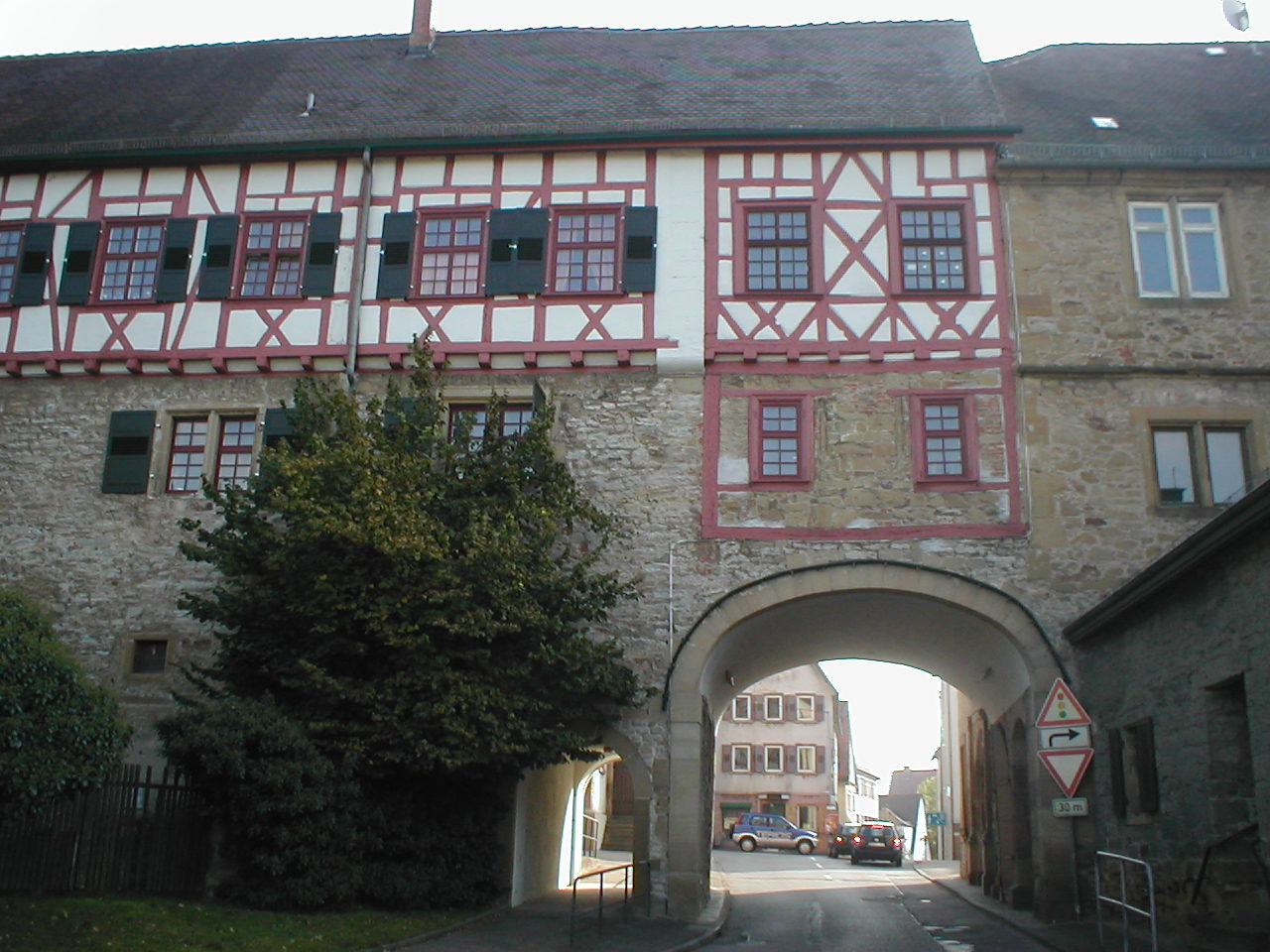
Schloss Neuenstadt

Württemberg-Neuenstadt ist der Name zweier Seitenlinien des Hauses Württemberg im 17. und 18. Jahrhundert, die ihren Sitz in der Stadt Neuenstadt am Kocher hatten.

## Erste Seitenlinie
Die erste Seitenlinie dieses Namens entstand durch den Fürstbrüderlichen Vergleich vom 28. Maijul. / 7. Juni 1617greg., in dem die Söhne Herzog Friedrichs I. (1557–1608) sich das Erbe teilten. Der älteste Sohn, Johann Friedrich (1582–1628), erhielt die Herrschaft über das Herzogtum Württemberg. Die übrigen Brüder wurden mit anderen Besitzungen abgefunden, unter anderem erhielt der zweitjüngste Sohn Friedrich Achilles (1591–1631) das bereits im 16. Jahrhundert unter Herzog Christoph zur Nebenresidenz ausgebaute Schloss Neuenstadt sowie eine jährliche Zahlung von 10.000 Gulden. Nachdem Friedrich Achilles 1631 unverheiratet gestorben war, wurde das Schloss wieder von der Hauptlinie eingezogen. Nach der Schlacht von Nördlingen 1634 floh der württembergische Herzog außer Landes. Der Kaiser übergab das Schloss in Neuenstadt dem Grafen Maximilian von und zu Trauttmansdorff. Nach zahlreichen Einquartierungen war das Schloss zum Ende des Dreißigjährigen Krieges völlig ausgeplündert.

## Zweite Seitenlinie

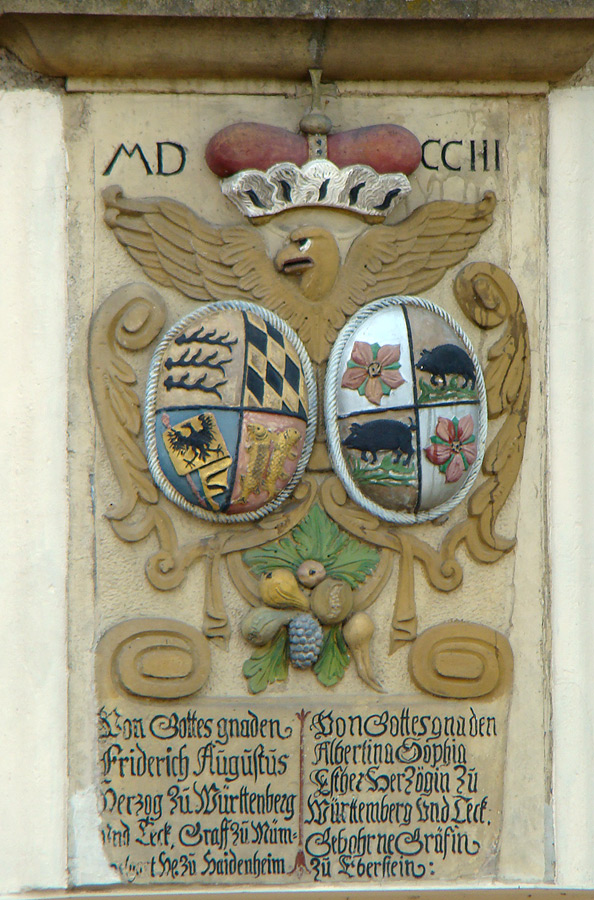
Allianzwappen Friedrich Augusts von Württemberg-Neuenstadt und seiner Frau Albertina, geb. von Eberstein, von 1703 am Oberen Torturm in Neuenstadt am Kocher

Die zweite Seitenlinie entstand 1649, nachdem am Ende des Dreißigjährigen Kriegs die Restitution Württembergs erfolgt war. Im Erbvergleich vom 27. Septemberjul. / 7. Oktober 1649greg. überließ Herzog Eberhard III. (1614–1674) seinem Bruder Friedrich (1615–1682) die Ämter Neuenstadt, Möckmühl und Weinsberg zu seiner Versorgung, allerdings ohne die Landeshoheit, die bei Eberhard verblieb.
Herzog Friedrich war mit Clara Augusta (1632–1700), Tochter Augusts des Jüngeren von Braunschweig verheiratet. Der Verbindung entstammten zwölf Kinder, wovon drei männliche Nachkommen das Erwachsenenalter erreichten, und zwar Friedrich August (1654–1716), Ferdinand Wilhelm (1659–1701) und Carl Rudolf (1667–1742). Herzog Friedrich wurde von seinem Schwiegervater und dessen Bibliothek in Wolfenbüttel zum Aufbau einer eigenen Bibliothek angeregt, die 1681 rund 25.000 Bände umfasste. Außerdem entstanden in jener Zeit in Neuenstadt ein Münzkabinett und eine Kunstkammer. Friedrich starb 1682, seine Witwe lebte bis zu ihrem Tod 1700 in Neuenstadt und auf ihrem Witwensitz Weißenhof bei Weinsberg. Die Neuenstadter Bibliothek wurde 1688 nach Stuttgart verkauft.

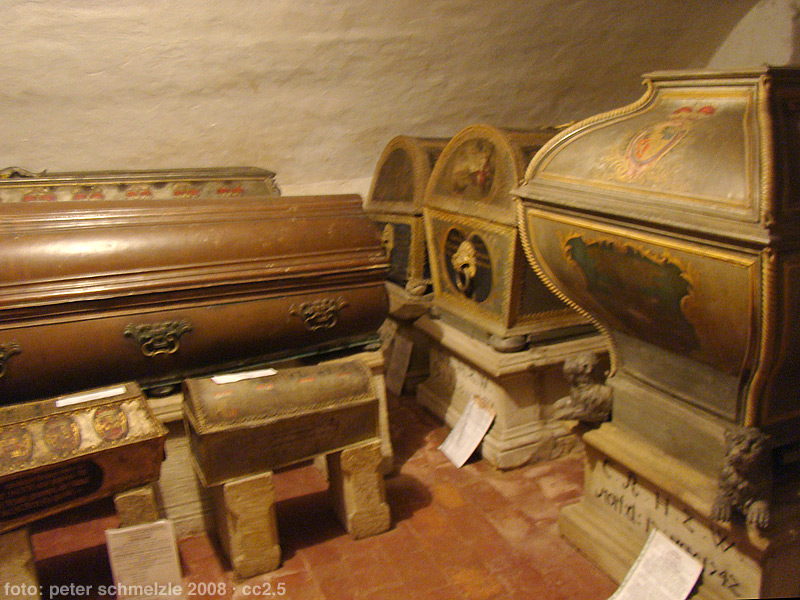
Familiengruft der Herzöge von Württemberg-Neuenstadt in der Nikolauskirche in Neuenstadt

Als ältester Sohn Friedrichs übernahm Friedrich August das Erbe. Er heiratete 1679 Gräfin Albertine Sophie Esther, die letzte Tochter der ausgestorbenen Grafen von Eberstein, und bezog mit ihr das ererbte Schloss Gochsheim im Kraichgau. 1679 wich er wegen des Pfälzischen Erbfolgekriegs nach Neuenstadt zurück. In seiner Abwesenheit wurde Gochsheim von den Franzosen niedergebrannt. 1700, nach Beendigung des Kriegs und der Wiederherstellung des Schlosses, wurde Gochsheim wieder als Residenz genutzt. Friedrich August starb 1716, seine Frau 1728, Gochsheim wurde daraufhin von der Hauptlinie eingezogen.
Aus der Ehe Friedrich Augusts gingen 14 Kinder hervor, von denen nur drei Töchter überlebten. Unter den Brüdern Friedrich Augusts war Ferdinand Wilhelm bereits 1701 gestorben, also trat Carl Rudolf 1716 das Erbe in Neuenstadt an. Er war kurzzeitig Regent für den noch minderjährigen Herzog Carl Eugen der Hauptlinie. Mit seinem Tod 1742 erlosch die Linie Württemberg-Neuenstadt in männlicher Linie.
Während die Herzöge von Württemberg-Neuenstadt in Neuenstadt selbst nicht bedeutend als Bauherren in Erscheinung getreten sind und auch ihrer überregional geachteten Bibliothek nur eine kurze Dauer beschieden war, so haben doch Friedrich, Ferdinand Wilhelm und Carl Rudolf bedeutende militärische Ehren erreicht und waren jeweils Träger des dänischen Elefanten-Ordens.
Das Schloss in Neuenstadt bewohnten zuletzt noch zwei Töchter Friedrich Augusts; mit dem Tod von Friederike (1699–1781) starb die Linie vollends aus und verlor Neuenstadt endgültig seinen Status als fürstliche Residenz. In der Familiengruft in der Nikolauskirche in Neuenstadt sind insgesamt 18 Sarkophage von Herzögen der Linie sowie ihren Gemahlinnen und Kindern erhalten.